# Chytonix perssoni
Chytonix perssoni är en fjärilsart som beskrevs av Emilio Berio 1973. Chytonix perssoni ingår i släktet Chytonix och familjen nattflyn. Inga underarter finns listade i Catalogue of Life.